# Fußball-Club Augsburg 1907 1974-1975
Questa voce raccoglie le informazioni riguardanti il Fußball-Club Augsburg 1907 nelle competizioni ufficiali della stagione 1974-1975.

## Stagione
Nella stagione 1974-1975 l'Augusta, allenato da Milovan Beljin, concluse il campionato di 2. Bundesliga al 12º posto. In Coppa di Germania l'Augusta fu eliminato al terzo turno dal Werder Brema.

## Rosa
| N. |                     | Ruolo | Calciatore        |
| -- | ------------------- | ----- | ----------------- |
|    | Germania (bandiera) | P     | Hans Hauser       |
|    | Germania (bandiera) | P     | Walter Modick     |
|    | Germania (bandiera) | P     | Georg Mögele      |
|    | Germania (bandiera) | D     | Claus Brandmair   |
|    | Germania (bandiera) | D     | Alwin Fink        |
|    | Germania (bandiera) | D     | Heinz Michallik   |
|    | Germania (bandiera) | D     | Heiner Schuhmann  |
|    | Germania (bandiera) | D     | Klaus Walleitner  |
|    | Germania (bandiera) | C     | Gerhard Förschner |
|    | Germania (bandiera) | C     | Helmut Haller     |

| N. |                     | Ruolo | Calciatore       |
| -- | ------------------- | ----- | ---------------- |
|    | Germania (bandiera) | C     | Wolfgang Haug    |
|    | Germania (bandiera) | C     | Herbert Höbusch  |
|    | Germania (bandiera) | C     | Georg Schnurrer  |
|    | Germania (bandiera) | C     | Klaus Vöhringer  |
|    | Germania (bandiera) | A     | Wilhelm Hoffmann |
|    | Germania (bandiera) | A     | Hans Jörg        |
|    | Germania (bandiera) | A     | Werner Killmaier |
|    | Germania (bandiera) | A     | Karl Obermeier   |
|    | Germania (bandiera) | A     | Edgar Schneider  |
|    | Germania (bandiera) | A     | Erich Weixler    |

## Organigramma societario
Area tecnica
- Allenatore: Milovan Beljin
- Allenatore in seconda:
- Preparatore dei portieri:
- Preparatori atletici:

## Calciomercato

### Sessione estiva
| Acquisti | Acquisti          | Acquisti            | Acquisti |
| R.       | Nome              | da                  | Modalità |
| -------- | ----------------- | ------------------- | -------- |
| C        | Gerhard Förschner | Augusta (juniores)  |          |
| A        | Wilhelm Hoffmann  | Bayern Monaco       |          |
| A        | Werner Killmaier  | FV Ebingen          |          |
| D        | Heinz Michallik   | Borussia M'gladbach |          |
| P        | Walter Modick     | Bayern Monaco       |          |

| Cessioni | Cessioni | Cessioni | Cessioni |
| R.       | Nome     | a        | Modalità |
| -------- | -------- | -------- | -------- |

### Sessione invernale
| Acquisti | Acquisti | Acquisti | Acquisti |
| R.       | Nome     | da       | Modalità |
| -------- | -------- | -------- | -------- |

| Cessioni | Cessioni | Cessioni | Cessioni |
| R.       | Nome     | a        | Modalità |
| -------- | -------- | -------- | -------- |

## Risultati

### 2. Bundesliga

#### Girone di andata
| Arbitro: | Betz |

|                                   |           |  |
| Vöhringer 26’ Hoffmann 56’ (rig.) | Marcatori |  |

| Arbitro: | Ferro |

|           |           |              |
| Keller 6’ | Marcatori | 81’ Hoffmann |

| Arbitro: | Schmoock |

|                                        |           |            |
| Vöhringer 32’ Haller 60’ Killmaier 81’ | Marcatori | 30’ Müller |

| Arbitro: | Walesch |

|                                           |           |                        |
| Emmerich 14’ Aumeier 30’, 79’ Seubert 84’ | Marcatori | 51’ Vöhringer 56’ Fink |

| Arbitro: | Walz |

|                 |           |             |
| Haller 18’, 90’ | Marcatori | 15’ Bartels |

| Arbitro: | Antz |

|                           |           |            |
| Beichle 37’ Weinkauff 41’ | Marcatori | 35’ Haller |

| Arbitro: | Haselberger |

|               |           |  |
| Obermeier 33’ | Marcatori |  |

| Arbitro: | Tschenscher |

|          |           |                                 |
| Wolf 83’ | Marcatori | 15’ Haug 44’ Obermeier 77’ Jörg |

| Arbitro: | Kollmann |

|                         |           |           |
| Haller 34’ Hoffmann 72’ | Marcatori | 47’ Weber |

| Arbitro: | Joos |

|            |           |           |
| Haller 64’ | Marcatori | 54’ Vogel |

| Arbitro: | Berner |

|                          |           |  |
| Bajlitz 4’, 20’ Bopp 85’ | Marcatori |  |

| Arbitro: | Engelhardt |

|          |           |          |
| Klag 45’ | Marcatori | 28’ Jörg |

| Arbitro: | Schumann |

|                                    |           |                |
| Jörg 58’ Killmaier 75’ Weixler 80’ | Marcatori | 41’ Pellegrini |

| Arbitro: | Klauser |

|                 |           |              |
| Lenz 67’ (rig.) | Marcatori | 63’ Hoffmann |

| Arbitro: | Ferro |

|                                    |           |  |
| Killmaier 61’ Jörg 74’ Weixler 75’ | Marcatori |  |

| Arbitro: | Quindeau |

|                     |           |                           |
| Denz 10’ Traser 65’ | Marcatori | 22’ Höbusch 35’ Vöhringer |

| Augusta 30 novembre 1974, ore 15:00 CET 17ª giornata | Augusta    | 0 – 0 referto | Magonza | Rosenaustadion (6 500 spett.)\| Arbitro: \| Pfleiderer \| |
| Arbitro:                                             | Pfleiderer |               |         |                                                           |

| Arbitro: | Huster |

|                          |           |              |
| Schwarzweller 34’ (rig.) | Marcatori | 6’ Obermeier |

| Arbitro: | Grether |

|                                              |           |  |
| Obermeier 9’, 32’, 64’ Hoffmann 20’ Jörg 83’ | Marcatori |  |

#### Girone di ritorno
| Arbitro: | Joos |

|                    |           |                                  |
| Meininger 45’, 68’ | Marcatori | 39’ (aut.) Geinzer 50’ Vöhringer |

| Arbitro: | Berner |

|                     |           |                                  |
| Haug 15’ Haller 62’ | Marcatori | 5’ Kauf 35’ Kohlhäufl 49’ Keller |

| Arbitro: | Quindeau |

|                                      |           |                          |
| Schauß 2’ (rig.) Bischoff 75’ (rig.) | Marcatori | 43’ Hoffmann 67’ Weixler |

| Arbitro: | Hontheim |

|  |           |                       |
|  | Marcatori | 37’ Seubert 68’ Boden |

| Arbitro: | Walz |

|                                                             |           |  |
| Sebert 17’ (rig.) Böhni 30’ Mießmer 42’ Rohr 76’ Martin 79’ | Marcatori |  |

| Arbitro: | Haselberger |

|                                        |           |                            |
| Jörg 18’ Weixler 38’ (rig.) Haller 44’ | Marcatori | 17’, 70’ Seiler 74’ Erhart |

| Arbitro: | Schröder |

|                                               |           |                            |
| Spohr 16’ Dussier 56’ Warken 81’ Ossadnik 83’ | Marcatori | 71’ Hoffmann 84’ Schnurrer |

| Arbitro: | Schmoock |

|                    |           |                      |
| Weixler 75’ (rig.) | Marcatori | 62’ Wolf 76’ Feulner |

| Arbitro: | Engelhardt |

|                        |           |  |
| Künkel 25’ Drexler 28’ | Marcatori |  |

| Arbitro: | Wohlfarth |

|                                         |           |  |
| Haunstein 13’ (rig.) Gutzeit 88’ (rig.) | Marcatori |  |

| Arbitro: | Joos |

|                   |           |  |
| Hoffmann 23’, 85’ | Marcatori |  |

| Arbitro: | Messmer |

|                                   |           |                                            |
| Haller 35’ Obermeier 55’ Jörg 59’ | Marcatori | 46’ (aut.) Schuhmann 77’ Nicastro 88’ Dier |

| Arbitro: | Tschenscher |

|                     |           |  |
| Roth 23’ Renner 31’ | Marcatori |  |

| Arbitro: | Scheffner |

|                |           |  |
| Walleitner 66’ | Marcatori |  |

| Arbitro: | Langhans |

|                      |           |               |
| Brand 64’ Breuer 86’ | Marcatori | 76’ Schnurrer |

| Arbitro: | Berner |

|                             |           |            |
| Walleitner 9’ Schneider 55’ | Marcatori | 48’ Lübeke |

| Arbitro: | Schumann |

|                                          |           |                              |
| Scheller 17’ Hohenwarter 23’ Köstler 48’ | Marcatori | 21’ Walleitner 85’ Schneider |

| Arbitro: | Föckler |

|             |           |              |
| Höbusch 26’ | Marcatori | 53’ Gardenne |

| Arbitro: | Boos |

|                                       |           |                                                 |
| Laube 20’ Mall 58’ (rig.), 68’ (rig.) | Marcatori | 24’ Schneider 74’ Walleitner 85’ (rig.) Weixler |

### Coppa di Germania
| Arbitro: | Siepe |

|                                   |           |          |
| Obermeier 39’ Hoffmann 51’ (rig.) | Marcatori | 57’ Denz |

| Arbitro: | Ferro |

|  |           |                    |
|  | Marcatori | 89’ (rig.) Weixler |

| Arbitro: | Weyland |

|                      |           |                                            |
| Röber 52’ Ohling 98’ | Marcatori | 80’ (aut.) Klausmann 113’ (aut.) Burdenski |

| Arbitro: | Linn |

|          |           |                      |
| Jörg 39’ | Marcatori | 84’ Görts 86’ Bracht |

## Statistiche

### Statistiche di squadra
| Competizione      | Punti | In casa | In casa | In casa | In casa | In casa | In casa | In trasferta | In trasferta | In trasferta | In trasferta | In trasferta | In trasferta | Totale | Totale | Totale | Totale | Totale | Totale | DR |
| Competizione      | Punti | G       | V       | N       | P       | Gf      | Gs      | G            | V            | N            | P            | Gf           | Gs           | G      | V      | N      | P      | Gf     | Gs     | DR |
| ----------------- | ----- | ------- | ------- | ------- | ------- | ------- | ------- | ------------ | ------------ | ------------ | ------------ | ------------ | ------------ | ------ | ------ | ------ | ------ | ------ | ------ | -- |
| 2. Bundesliga     | 37    | 19      | 11      | 5       | 3       | 37      | 20      | 19           | 1            | 8            | 10           | 24           | 43           | 38     | 12     | 13     | 13     | 61     | 63     | -2 |
| Coppa di Germania | -     | 2       | 1       | 0       | 1       | 3       | 3       | 3            | 2            | 1            | 0            | 4            | 2            | 5      | 3      | 1      | 1      | 7      | 5      | +2 |
| Totale            | 37    | 21      | 12      | 5       | 4       | 40      | 23      | 22           | 3            | 9            | 10           | 28           | 45           | 43     | 15     | 14     | 14     | 68     | 68     | 0  |

### Andamento in campionato
| Giornata  | 1 | 2 | 3 | 4 | 5 | 6 | 7 | 8 | 9 | 10 | 11 | 12 | 13 | 14 | 15 | 16 | 17 | 18 | 19 | 20 | 21 | 22 | 23 | 24 | 25 | 26 | 27 | 28 | 29 | 30 | 31 | 32 | 33 | 34 | 35 | 36 | 37 | 38 |
| --------- | - | - | - | - | - | - | - | - | - | -- | -- | -- | -- | -- | -- | -- | -- | -- | -- | -- | -- | -- | -- | -- | -- | -- | -- | -- | -- | -- | -- | -- | -- | -- | -- | -- | -- | -- |
| Luogo     | C | T | C | T | C | T | C | T | C | C  | T  | T  | C  | T  | C  | T  | C  | T  | C  | T  | C  | T  | C  | T  | C  | T  | C  | T  | T  | C  | C  | T  | C  | T  | C  | T  | C  | T  |
| Risultato | V | N | V | P | V | P | V | V | V | N  | P  | N  | V  | N  | V  | N  | N  | N  | V  | N  | P  | N  | P  | P  | N  | P  | P  | P  | P  | V  | N  | P  | V  | P  | V  | P  | N  | N  |
| Posizione | 3 | 3 | 2 | 7 | 5 | 9 | 7 | 6 | 4 | 6  | 6  | 5  | 5  | 5  | 5  | 5  | 4  | 5  | 4  | 4  | 4  | 5  | 6  | 8  | 8  | 9  | 9  | 9  | 10 | 9  | 9  | 11 | 10 | 11 | 11 | 11 | 12 | 12 |

Legenda:

Luogo: C = Casa; T = Trasferta. Risultato: V = Vittoria; N = Pareggio; P = Sconfitta.

### Statistiche dei giocatori
| Giocatore     | 2. Bundesliga | 2. Bundesliga | 2. Bundesliga | 2. Bundesliga | Coppa di Germania | Coppa di Germania | Coppa di Germania | Coppa di Germania | Totale   | Totale | Totale      | Totale     |
| Giocatore     | Presenze      | Reti          | Ammonizioni   | Espulsioni    | Presenze          | Reti              | Ammonizioni       | Espulsioni        | Presenze | Reti   | Ammonizioni | Espulsioni |
| ------------- | ------------- | ------------- | ------------- | ------------- | ----------------- | ----------------- | ----------------- | ----------------- | -------- | ------ | ----------- | ---------- |
| C. Brandmair  | 18            | 0             | 0             | 0             | 2                 | 0                 | 0                 | 0                 | 20       | 0      | 0           | 0          |
| A. Fink       | 23            | 1             | 1             | 0             | 3                 | 0                 | 0                 | 0                 | 26       | 1      | 1           | 0          |
| G. Förschner  | 8             | 0             | 2             | 0             | 0                 | 0                 | 0                 | 0                 | 8        | 0      | 2           | 0          |
| H. Haller     | 29            | 9             | 2             | 0             | 5                 | 0                 | 1                 | 0                 | 34       | 9      | 3           | 0          |
| W. Haug       | 38            | 2             | 1             | 0             | 5                 | 0                 | 0                 | 0                 | 43       | 2      | 1           | 0          |
| H. Hauser     | 10            | 0             | 0             | 0             | 3                 | 0                 | 0                 | 0                 | 13       | 0      | 0           | 0          |
| W. Hoffmann   | 29            | 9             | 4             | 0             | 5                 | 1                 | 0                 | 0                 | 34       | 10     | 4           | 0          |
| H. Höbusch    | 27            | 2             | 1             | 2             | 4                 | 0                 | 0                 | 0                 | 31       | 2      | 1           | 2          |
| H. Jörg       | 36            | 7             | 1             | 0             | 5                 | 1                 | 0                 | 0                 | 41       | 8      | 1           | 0          |
| W. Killmaier  | 25            | 3             | 2             | 0             | 2                 | 0                 | 0                 | 0                 | 27       | 3      | 2           | 0          |
| H. Michallik  | 28            | 0             | 1             | 0             | 2                 | 0                 | 0                 | 0                 | 30       | 0      | 1           | 0          |
| W. Modick     | 27            | 0             | 2             | 0             | 1                 | 0                 | 0                 | 0                 | 28       | 0      | 2           | 0          |
| G. Mögele     | 3             | 0             | 0             | 0             | 1                 | 0                 | 0                 | 0                 | 4        | 0      | 0           | 0          |
| K. Obermeier  | 25            | 7             | 1             | 0             | 3                 | 1                 | 0                 | 0                 | 28       | 8      | 1           | 0          |
| E. Schneider  | 10            | 3             | 0             | 0             | 0                 | 0                 | 0                 | 0                 | 10       | 3      | 0           | 0          |
| G. Schnurrer  | 16            | 2             | 1             | 0             | 2                 | 0                 | 0                 | 0                 | 18       | 2      | 1           | 0          |
| H. Schuhmann  | 38            | 0             | 1             | 0             | 5                 | 0                 | 0                 | 0                 | 43       | 0      | 1           | 0          |
| K. Vöhringer  | 25            | 5             | 1             | 0             | 3                 | 0                 | 0                 | 0                 | 28       | 5      | 1           | 0          |
| K. Walleitner | 33            | 4             | 3             | 0             | 5                 | 0                 | 0                 | 0                 | 38       | 4      | 3           | 0          |
| E. Weixler    | 21            | 6             | 2             | 0             | 3                 | 2                 | 0                 | 0                 | 24       | 8      | 2           | 0          |